# Skyggen (film fra 1975)
 For alternative betydninger, se Skyggen. (Se også artikler, som begynder med Skyggen)
Skyggen er en dansk kortfilm fra 1975 instrueret af Jørgen Vestergaard efter eget manuskript.